# Buona fortuna (Anonimo Italiano)
Buona fortuna è il secondo album del cantautore Anonimo Italiano, pubblicato nel 1996 per l'etichetta discografica BMG.

## Tracce
CD (BMG 74321-40694-2)
1. Buona fortuna (Roberto Scozzi)
2. C'era... un tipo strano (Roberto Scozzi, Stefano Borgia)
3. Se anche tu come me (Stefano Borgia, Roberto Scozzi)
4. Domani vivrai (Stefano Borgia)
5. Ancora qui (Pietro Cremonesi, Federico Cavalli)
6. Mi mancherai (Roberto Scozzi)
7. E adesso come si fa (Roberto Scozzi)
8. Tu (Roberto Scozzi)
9. Quel che sono (Stefano Borgia, Roberto Scozzi)
10. Buonanotte a te (Stefano Borgia, Roberto Scozzi)
11. GL a loro (Stefano Borgia, Roberto Scozzi)